# Andreas Sæbyensis
Andreas Sæbyensis, född 1586 i Säby församling, Småland, död 1653, var en svensk präst.

## Biografi
Andreas Sæbyensis föddes 1586 i Säby församling. Han var son till kyrkoherden Johannes Linderosensis och Margaretha. Sæbyensis blev 1604 student vid Uppsala universitet och blev 1623 kyrkoherde i Lofta församling. Han blev 1629 kontraktsprost i Norra Tjusts kontrakt och avled 1653.

### Familj
Sæbyensis var gift med Emerentia Olofsdotter, dotter till kyrkoherden Olavus Clarevallensis i Horns församling och Margareta Eriksdotter. De fick tillsammans barnen kyrkoherden Johannes Loftander i Örtomta församling, Margareta Loftander som var gift med inspektorn Eskil Persson (Utterberg) på Odensviholm, studenten Samuel Loftander (1634–1663) vid Uppsala universitet, Josua Loftander (född 1636), Christina Loftander (född 1641) som var gift med kyrkoherden Johannes Törning i Västerviks församling och Elisabeth Loftander som var gift med kyrkoherden Israel Rydelius i Hällestads församling och kyrkoherden Johannes Wallerius i Hällestads församling.